# Джейн Бернігау
Ґерда «Джейн» Берніґау (нім. Gerda «Jane» Bernigau; 5 жовтня 1908 — 23 березня 1992) — наглядачка декількох концентраційних таборів.

## Біографія
За професією — вчитель. В 1938 році поступила на службу в КТ Ліхтенбург. В 1940 році була тимчасово направлена на навчання в КТ Маутгаузен, після чого її перевели в КТ Равенсбрюк, де Берніґау навчала інших наглядачок. З 1944 року працювала в КТ Гросс-Розен. З вересня 1944 року працювала в Гузені — одному з філіалів Маутгаузена, відзначилась поганим ставленням до в'язнів. При наближенні військ союзників втекла з табору. Берніґау ніколи на притягувалась до відповідальності, однак була неодноразово допитана, востаннє — в 1976 році.

## Нагороди
- Хрест Воєнних заслуг 2-го класу (1944)